# Governo Cairoli II
Il Governo Cairoli II è stato il diciannovesimo esecutivo del Regno d'Italia, il secondo guidato da Benedetto Cairoli.  
Esso, nato in seguito alle dimissioni del governo precedente, è stato in carica dal 14 luglio al 25 novembre 1879 (sebbene già dimissionario dal precedente 19 novembre), per un totale di 134 giorni, ovvero 4 mesi e 11 giorni. 

## Compagine di governo

### Appartenenza politica
| Partito | Partito          | Presidente | Ministri | Totale |
| ------- | ---------------- | ---------- | -------- | ------ |
|         | Sinistra storica | 1          | 10       | 11     |

### Situazione parlamentare
NOTA: Ai tempi del Regno d'Italia, poiché secondo lo Statuto Albertino il governo rispondeva nei fatti al solo Re, la fiducia parlamentare in senso moderno non era obbligatoria (ed in tal senso vari sono stati i casi di formazione di un governo palesemente privo di tale supporto). La prassi di determinare la sopravvivenza dell’esecutivo in base al supporto parlamentare, dunque, si è andata sviluppando solo successivamente, specie con l’ascesa dei partiti di massa e con l’introduzione del sistema proporzionale, in tempi molto più tardi rispetto all’unità, ed ufficialmente solo con la Costituzione della Repubblica Italiana. Per questo motivo, il grafico sottostante espone, secondo ricostruzioni e dichiarazioni, nonché secondo la composizione del governo, l’eventuale supporto che questo avrebbe o ha ottenuto.
| Camera              | Collocazione | Partiti            | Seggi     |
| ------------------- | ------------ | ------------------ | --------- |
| Camera dei deputati | Maggioranza  | DEM (394), ER (20) | 414 / 508 |
| Camera dei deputati | Opposizione  | PLC (94)           | 94 / 508  |

## Composizione
| Carica                                | Titolare                                          | Titolare                                          | Titolare                                          |
| Presidenza del Consiglio dei ministri | Presidenza del Consiglio dei ministri             | Presidenza del Consiglio dei ministri             | Presidenza del Consiglio dei ministri             |
| ------------------------------------- | ------------------------------------------------- | ------------------------------------------------- | ------------------------------------------------- |
| Presidente del Consiglio dei ministri |                                                   |                                                   | Benedetto Cairoli (Sinistra storica)              |
| Ministero                             | Ministri                                          | Ministri                                          | Ministri                                          |
| Affari Esteri                         |                                                   |                                                   | Benedetto Cairoli (Sinistra storica)              |
| Agricoltura, Industria e Commercio    | Benedetto Cairoli (Sinistra storica) Ad interim   | Benedetto Cairoli (Sinistra storica) Ad interim   | Benedetto Cairoli (Sinistra storica) Ad interim   |
| Lavori Pubblici                       |                                                   |                                                   | Alfredo Baccarini (Sinistra storica)              |
| Interno                               |                                                   |                                                   | Tommaso Villa (Sinistra storica)                  |
| Pubblica Istruzione                   |                                                   |                                                   | Francesco Paolo Perez (Sinistra storica)          |
| Guerra                                |                                                   |                                                   | Cesare Bonelli (Indipendente)                     |
| Marina                                | Cesare Bonelli (Indipendente) Ad interim          | Cesare Bonelli (Indipendente) Ad interim          | Cesare Bonelli (Indipendente) Ad interim          |
| Finanze                               |                                                   |                                                   | Bernardino Grimaldi (Sinistra storica)            |
| Grazia e Giustizia e Culti            |                                                   |                                                   | Giovanni Battista Varè (Sinistra storica)         |
| Tesoro                                | Bernardino Grimaldi (Sinistra storica) Ad interim | Bernardino Grimaldi (Sinistra storica) Ad interim | Bernardino Grimaldi (Sinistra storica) Ad interim |

## Cronologia

### 1879
- 14 luglio - I ministri giurano dinnanzi al Re.
- 19 novembre - In seguito a dissensi sorti tra i ministri in merito al rinvio dell’abolizione della tassa sul macinato, il Presidente del Consiglio, tenuto conto del raggiunto accordo con Depretis per la formazione di un esecutivo di rimpasto, rassegna al Re le dimissioni del governo. Questi, dopo averle accettate, riassegna dunque l’incarico allo stesso Cairoli.
- 25 novembre - Con il giuramento del nuovo esecutivo, termina ufficialmente l’esperienza di governo.